# Micropodabrus shanensis
Micropodabrus shanensis es una especie de coleóptero de la familia Cantharidae.

## Distribución geográfica
Habita en  Birmania.